# 명주군 (선거구)
명주군은 대한민국의 옛 국회의원 선거구이다. 당시 강원도 명주군 지역을 관할했다.

## 역사
1955년 9월, 강릉군의 일부 지역이 강릉시로 승격되었다. 이와 함께 강릉군 잔여 지역은 명주군으로 개칭되었다. 이에 제4대 국회의원 선거를 앞두고 명주군 전 지역을 관할하는 선거구로 신설되었다.
제6대 국회의원 선거를 앞두고 강릉시 선거구와 통합되면서 강릉시·명주군 선거구를 이루게 되면서 폐지되었다.

## 역대 국회의원
| 선거   | 정당 | 정당   | 의원   |
| ------ | ---- | ------ | ------ |
| 1958년 |      | 자유당 | 박용익 |
| 1960년 |      | 무소속 | 최준길 |

## 역대 선거 결과

### 대한민국 제4대 국회의원 선거
| 대한민국 제4대 국회의원 선거강원도 명주군 |        |        |        |        |      |      |  |
|                                           |        |        |        |        |      |      |  |
| 후보                                      | 후보   | 정당   | 득표   | 득표율 | 당락 | 비고 |  |
|                                           | 박용익 | 자유당 | 무투표 | 무투표 | 당선 |      |  |
| 합계                                      | 합계   | 합계   | 0표    |        |      |      |  |

### 대한민국 제5대 국회의원 선거
|  | 24.15% |

|  | 21.43% |

|  | 21.18% |

|  | 19.10% |

|  | 7.65% |

|  | 6.45% |